# Dicranota princeps
Dicranota (Rhaphidolabis) princeps là một loài ruồi trong họ Pediciidae. Chúng phân bố ở vùng Indomalaya.